# Lough Foyle SPA
Lough Foyle SPA este o arie protejată (arie de protecție specială avifaunistică — SPA) din Irlanda întinsă pe o suprafață de 587,67 ha, integral pe uscat.

## Localizare
Centrul sitului Lough Foyle SPA este situat la coordonatele 55°06′10″N 7°12′46″W / 55.102666°N 7.212648°V.

## Înființare
Situl Lough Foyle SPA a fost declarat arie de protecție specială avifaunistică în octombrie 1996 pentru a proteja 16 specii de animale.

## Biodiversitate
Situată în ecoregiunea atlantică, aria protejată nu include niciun habitat protejat.
La baza desemnării sitului se află mai multe specii protejate de  păsări (16): rață fluierătoare (Anas penelope), rață mare (Anas platyrhynchos), pietruș (Arenaria interpres), Branta bernicla, Calidris canutus, prundaș gulerat mare (Charadrius hiaticula), scoicar (Haematopus ostralegus), pescăruș sur (Larus canus), pescăruș râzător (Larus ridibundus), Mergus serrator, culic mare (Numenius arquata), cormoran mare (Phalacrocorax carbo), corcodel mare (Podiceps cristatus), călifar alb (Tadorna tadorna), fluierar cu picioare verzi (Tringa nebularia), fluierarul cu picioare roșii (Tringa totanus).
Pe lângă speciile protejate, pe teritoriul sitului au mai fost identificate 2 specii de păsări.